# 다카라즈카 가극단 47기생
다카라즈카 가극단 47기생은 1959년 (쇼와 34년)에 다카라즈카 음악학교에 입학, 1961년 (쇼와 36년) 졸업 및 다카라즈카 가극단에 입단하여, 『봄의 춤』 『살탄뱅크』로 초무대를 밟은 66명을 가리킨다.

## 주요 학생
- 하츠카제 준 : 전 호시구미・츠키구미 톱여역
- 와카 미유키 : 전 호시구미 여역, 현재 이름 하토야마 미유키, 남편 하토야마 유키오
- 하야마 키요미 : 전 호시구미 여역, 다카라즈카 가극단 안무가
- 와코 에리카 : 전 하나구미 남역, 딸 모모카 사리 (80기)
- 토와 미치요 : 전 여역, 동생 미호카와 치사토 (48기), 타카미야 사치 (51기)
- 난죠 미호 : 전 여역, 딸 미스즈 아키 (84기)

## 일람
| 예명                 | 생일      | 출신지                | 출신학교                     | 예명의 유래                               | 애칭                 | 역할 | 퇴단년도 | 비고                                                                                                |
| -------------------- | --------- | --------------------- | ---------------------------- | ----------------------------------------- | -------------------- | ---- | -------- | --------------------------------------------------------------------------------------------------- |
| 葵ちづる             | 2월 15월  | 교토부 교토시         | 오키고등학교                 | 교토 아오이마츠리에서 따옴                | 쿠리짱               |      | 1964년   | |
| 아오이 치즈루        | 2월 15월  | 교토부 교토시         | 오키고등학교                 | 교토 아오이마츠리에서 따옴                | 쿠리짱               |      | 1964년   | |
| 安芸ひろみ           | 8월 2월   | 히로시마현 히로시마시 | 코쿠타이중학교               | 히로시마에서 따옴                         | 타오짱               | 남역 | 1967년   | |
| 아키 히로미          | 8월 2월   | 히로시마현 히로시마시 | 코쿠타이중학교               | 히로시마에서 따옴                         | 타오짱               | 남역 | 1967년   | |
| 朝風香保里           | 2월 14월  | 오사카부 오사카시     | 미노오지유학원               | 존경하는 선생님이 명명                    | 오이라, 아키라       |      | 1966년   | |
| 아사카제 카호리      | 2월 14월  | 오사카부 오사카시     | 미노오지유학원               | 존경하는 선생님이 명명                    | 오이라, 아키라       |      | 1966년   | |
| 天月てるよ           | 2월 11월  | 오사카부 오사카시     | 센신학원                     | 존경하는 선생님이 명명                    | 오오짱               |      | 1966년   | |
| 아마즈키 테루요      | 2월 11월  | 오사카부 오사카시     | 센신학원                     | 존경하는 선생님이 명명                    | 오오짱               |      | 1966년   | |
| 亜矢ゆたか           | 2월 18월  | 도쿄도                | 코지마치여자학원             |                                           | 베ー보, 타키짱       |      | 1972년   | |
| 아야 유타카          | 2월 18월  | 도쿄도                | 코지마치여자학원             |                                           | 베ー보, 타키짱       |      | 1972년   | |
| 杏里美樹             | 10월 26월 | 오사카부 오사카시     | 무코가와학원                 | 본명                                      | 미키짱, 미츠코       |      | 1964년   | |
| 안리 미키            | 10월 26월 | 오사카부 오사카시     | 무코가와학원                 | 본명                                      | 미키짱, 미츠코       |      | 1964년   | |
| 一井まさみ           | 7월 9월   | 효고현 아마가사키시   | 무코가와학원                 | 존경하는 선생님이 명명                    | 나츠짱               |      | 1964년   | |
| 이치이 마사미        | 7월 9월   | 효고현 아마가사키시   | 무코가와학원                 | 존경하는 선생님이 명명                    | 나츠짱               |      | 1964년   | |
| 一条ゆかり           | 1월 22월  | 교토부 교토시         | 도시샤중학교                 | 교토 지명에서 따옴                        | 오나가               |      | 1965년   | |
| 이치죠 유카리        | 1월 22월  | 교토부 교토시         | 도시샤중학교                 | 교토 지명에서 따옴                        | 오나가               |      | 1965년   | |
| 潮洋子               | 7월 28월  | 중국 다롄시           | 타카쇼중학교                 | 존경하는 선생님이 명명                    | 세츠짱               |      | 1968년   | 동생 오오토리 미치요 (53) 동생 나기사 카오루 (55)                                                   |
| 우시오 요코          | 7월 28월  | 중국 다롄시           | 타카쇼중학교                 | 존경하는 선생님이 명명                    | 세츠짱               |      | 1968년   | 동생 오오토리 미치요 (53) 동생 나기사 카오루 (55)                                                   |
| 大海竜子             | 1월 2월   | 시즈오카현 하마마츠시 | 페리스여학원                 | 존경하는 선생님이 명명                    | 요우코짱             |      | 1970년   | |
| 오오미 류코          | 1월 2월   | 시즈오카현 하마마츠시 | 페리스여학원                 | 존경하는 선생님이 명명                    | 요우코짱             |      | 1970년   | |
| 尾上貴子             | 9월 20월  | 효고현 고베시         | 야마테여자학원               | 초대 오노에 사쿠라에게 받음               | 오메메짱             |      | 1965년   | |
| 오노에 타카코        | 9월 20월  | 효고현 고베시         | 야마테여자학원               | 초대 오노에 사쿠라에게 받음               | 오메메짱             |      | 1965년   | |
| オラサ・イスラングラ | 1월 18월  | 태국 방콕             | KEMASIRI ANSOL               |                                           | 오라코               |      | 1961년   | 태국 유학생                                                                                         |
| 오라사 이스란구라    | 1월 18월  | 태국 방콕             | KEMASIRI ANSOL               |                                           | 오라코               |      | 1961년   | 태국 유학생                                                                                         |
| 柏木美代             | 2월 15월  | 만주                  | 고베쇼인고등학교             | 마리 루이코가 명명                        | 아코                 |      | 1969년   | |
| 카시와기 미요        | 2월 15월  | 만주                  | 고베쇼인고등학교             | 마리 루이코가 명명                        | 아코                 |      | 1969년   | |
| 京沙織               | 4월 20월  | 교토부 교토시         | 도시샤여자고등학교           | 아버지가 명명                             | 아케미짱, 쿠로양     |      | 1963년   | |
| 쿄 사오리            | 4월 20월  | 교토부 교토시         | 도시샤여자고등학교           | 아버지가 명명                             | 아케미짱, 쿠로양     |      | 1963년   | |
| 国浩実               | 7월 22월  | 도쿄도                | 토호예능학교                 | 부모님이 명명                             | 군짱, 이가구리       |      | 1966년   | 동생 쿠니 사유리 (49)                                                                               |
| 쿠니 히로미          | 7월 22월  | 도쿄도                | 토호예능학교                 | 부모님이 명명                             | 군짱, 이가구리       |      | 1966년   | 동생 쿠니 사유리 (49)                                                                               |
| 来島わたる           | 9월 15월  | 히로시마현 히로시마시 | 히로시마음악학교             | 지명에서 마에다 히사요시가 명명           | 욧짱                 |      | 1969년   | |
| 쿠루시마 와타루      | 9월 15월  | 히로시마현 히로시마시 | 히로시마음악학교             | 지명에서 마에다 히사요시가 명명           | 욧짱                 |      | 1969년   | |
| 小糸しくれ           | 2월 16월  | 효고현 아마가사키시   | 츠카구치중학교               | 우메다 켄이치가 명명                      | 킨코키               |      | 1968년   | |
| 코이토 시쿠레        | 2월 16월  | 효고현 아마가사키시   | 츠카구치중학교               | 우메다 켄이치가 명명                      | 킨코키               |      | 1968년   | |
| 小町有紀             | 11월 14월 | 효고현 고베시         | 쇼인여자고등학교             |                                           | 이쿠짱               |      | 1966년   | |
| 코마치 유키          | 11월 14월 | 효고현 고베시         | 쇼인여자고등학교             |                                           | 이쿠짱               |      | 1966년   | |
| 桜万知子             | 3월 13월  | 효고현 고베시         | 야마테학원                   | 초대 미즈타니 야에코가 명명               | 오케이짱             |      | 1968년   | |
| 사쿠라 마치코        | 3월 13월  | 효고현 고베시         | 야마테학원                   | 초대 미즈타니 야에코가 명명               | 오케이짱             |      | 1968년   | |
| 三條綾子             | 12월 5월  | 효고현 고베시         | 쇼인고등학교                 | 카미요 니시키가 명명                      | 엣짱                 |      | 1968년   | 남편 전 배우 하야카와 쿄지                                                                          |
| 산죠 아야코          | 12월 5월  | 효고현 고베시         | 쇼인고등학교                 | 카미요 니시키가 명명                      | 엣짱                 |      | 1968년   | 남편 전 배우 하야카와 쿄지                                                                          |
| 芝杏子               | 1월 1월   | 교토부 교토시         | 교토여자학원                 |                                           | 욧코                 |      | 1964년   | |
| 시바 쿄코            | 1월 1월   | 교토부 교토시         | 교토여자학원                 |                                           | 욧코                 |      | 1964년   | |
| 島美千瑠             | 5월 22월  | 도쿄도                | 무라타여자상업고등학교       |                                           | 탄코                 |      | 1968년   | 시마 치카게 (島千景)로 개명                                                                         |
| 시마 미치루          | 5월 22월  | 도쿄도                | 무라타여자상업고등학교       |                                           | 탄코                 |      | 1968년   | 시마 치카게 (島千景)로 개명                                                                         |
| 白鳩万里子           | 1월 23월  | 도쿄도                | 토요코학원                   |                                           | 마리코짱             |      | 1961년   | |
| 시라하토 마리코      | 1월 23월  | 도쿄도                | 토요코학원                   |                                           | 마리코짱             |      | 1961년   | |
| 鈴鹿真弓             | 12월 6월  | 오사카부 오사카시     | 요코하마사쿠라가오카고등학교 | 선조의 이름                               | 타ー보, 미츠요짱     |      | 1961년   | 남편 배우 타카하시 에츠시 배우 타카하시 미츠요                                                      |
| 스즈카 마유미        | 12월 6월  | 오사카부 오사카시     | 요코하마사쿠라가오카고등학교 | 선조의 이름                               | 타ー보, 미츠요짱     |      | 1961년   | 남편 배우 타카하시 에츠시 배우 타카하시 미츠요                                                      |
| 諏訪翠               | 2월 21월  | 효고현 고베시         | 쇼인여자학원                 | 지명에서 따옴                             | 노부짱               |      | 1972년   | 스와 미도리 (諏訪みどり)로 개명                                                                     |
| 스와 미도리          | 2월 21월  | 효고현 고베시         | 쇼인여자학원                 | 지명에서 따옴                             | 노부짱               |      | 1972년   | 스와 미도리 (諏訪みどり)로 개명                                                                     |
| 園真澄               | 10월 1월  | 와카야마현            | 코료중학교                   | 가족끼리 고안                             | 쟝                   |      | 1963년   | |
| 소노 마스미          | 10월 1월  | 와카야마현            | 코료중학교                   | 가족끼리 고안                             | 쟝                   |      | 1963년   | |
| 滝口小百合           | 5월 31월  | 오카야마현 오카야마시 | 쇼인여자학원                 | 본명                                      | 사유리               |      | 1963년   | |
| 타키구치 사유리      | 5월 31월  | 오카야마현 오카야마시 | 쇼인여자학원                 | 본명                                      | 사유리               |      | 1963년   | |
| 竜田錦               | 12월 23월 | 도쿄도                | 일본대학부속제2중학교        | 백인일수                                  | 비ー바ー             |      | 1968년   | |
| 타츠타 니시키        | 12월 23월 | 도쿄도                | 일본대학부속제2중학교        | 백인일수                                  | 비ー바ー             |      | 1968년   | |
| 巽洋子               | 2월 15월  | 오사카부 스이타시     | 바이카학원                   |                                           | 야마짱, 야ー코       |      | 1968년   | 타츠미 히로키 (巽弘季)로 개명                                                                       |
| 타츠미 요코          | 2월 15월  | 오사카부 스이타시     | 바이카학원                   |                                           | 야마짱, 야ー코       |      | 1968년   | 타츠미 히로키 (巽弘季)로 개명                                                                       |
| 珠里美佐             | 7월 8월   | 오사카부 오사카시     | 코시엔학원                   | 가족이 명명                               | 미도리, 사사얀       |      | 1964년   | 남편 아코 키요시                                                                                    |
| 타마자토 미사        | 7월 8월   | 오사카부 오사카시     | 코시엔학원                   | 가족이 명명                               | 미도리, 사사얀       |      | 1964년   | 남편 아코 키요시                                                                                    |
| 椿絵馬               | 9월 22월  | 도쿄도                | 케이센여자학원 고등부        | 미시마 유키오가 명명                      | 베비ー, 쿄코짱       |      | 1962년   | |
| 츠바키 에마          | 9월 22월  | 도쿄도                | 케이센여자학원 고등부        | 미시마 유키오가 명명                      | 베비ー, 쿄코짱       |      | 1962년   | |
| 常夏めぐみ           | 7월 9월   | 오사카부              | 타카츠고등학교               | 존경하는 선생님이 명명                    | 카요짱               |      | 1966년   | |
| 토코나츠 메구미      | 7월 9월   | 오사카부              | 타카츠고등학교               | 존경하는 선생님이 명명                    | 카요짱               |      | 1966년   | |
| 十和三千代           | 5월 14월  | 오사카부 오사카시     | 시죠나와테고등학교           | 오빠가 명명                               | 오타카               | 여역 | 1964년   | 동생 미호카와 치사토 (48) 동생 타카미야 사치 (51) 조카 타카미야 치나츠 (84) 조카 타카미야 리나 (85) |
| 토와 미치요          | 5월 14월  | 오사카부 오사카시     | 시죠나와테고등학교           | 오빠가 명명                               | 오타카               | 여역 | 1964년   | 동생 미호카와 치사토 (48) 동생 타카미야 사치 (51) 조카 타카미야 치나츠 (84) 조카 타카미야 리나 (85) |
| 七色春香             | 9월 16월  | 도쿄도                | 도쿄여학관                   | 친척이 명명                               | 친야상, 키ー짱       |      | 1964년   | 성악교실 「虹の会」를 주재하고, 오랜 세월 다카라즈카 음악학교 수험 지원 등에 힘씀                   |
| 나이로 하루카        | 9월 16월  | 도쿄도                | 도쿄여학관                   | 친척이 명명                               | 친야상, 키ー짱       |      | 1964년   | 성악교실 「虹の会」를 주재하고, 오랜 세월 다카라즈카 음악학교 수험 지원 등에 힘씀                   |
| 直木玉実             | 3월 27월  | 카나가와현 요코하마시 | 쇼인여자학원                 |                                           | 탓짱                 |      | 1968년   | 마사키 타마미 (真木たまみ)로 개명                                                                   |
| 나오키 타마미        | 3월 27월  | 카나가와현 요코하마시 | 쇼인여자학원                 |                                           | 탓짱                 |      | 1968년   | 마사키 타마미 (真木たまみ)로 개명                                                                   |
| 夏川真巳             | 10월 3월  | 효고현 고베시         | 고베야마테학원               |                                           | 간코                 |      | 1965년   | |
| 나츠카와 마미        | 10월 3월  | 효고현 고베시         | 고베야마테학원               |                                           | 간코                 |      | 1965년   | |
| 七浦匡子             | 6월 10월  | 효고현 고베시         | 야마테학원                   | 어머니의 출생지에서 따옴                  | 테루짱               |      | 1970년   | |
| 나나우라 쿄코        | 6월 10월  | 효고현 고베시         | 야마테학원                   | 어머니의 출생지에서 따옴                  | 테루짱               |      | 1970년   | |
| 南条美穂             | 12월 27월 | 오사카부 오사카시     | 미나미중학교                 | 아버지의 예명                             | 오스기               | 여역 | 1968년   | 딸 미스즈 아키 (84)                                                                                 |
| 난죠 미호            | 12월 27월 | 오사카부 오사카시     | 미나미중학교                 | 아버지의 예명                             | 오스기               | 여역 | 1968년   | 딸 미스즈 아키 (84)                                                                                 |
| 羽衣悠子             | 9월 14월  | 도쿄도                | 오인고등학교                 | 고킨슈                                    | 토코짱, 리본짱       | 여역 | 1963년   | |
| 하고로모 유코        | 9월 14월  | 도쿄도                | 오인고등학교                 | 고킨슈                                    | 토코짱, 리본짱       | 여역 | 1963년   | |
| 初風諄               | 9월 11월  | 도쿄도                | 야마와키학원                 | 초풍(初風)처럼 언제까지나 신선하고 싶다   | 칸짱                 | 남역 | 1976년   | 후에 여역 전환. 배우 시동생 타부치 코이치                                                           |
| 하츠카제 준          | 9월 11월  | 도쿄도                | 야마와키학원                 | 초풍(初風)처럼 언제까지나 신선하고 싶다   | 칸짱                 | 남역 | 1976년   | 후에 여역 전환. 배우 시동생 타부치 코이치                                                           |
| 花久仁子             | 10월 12월 | 효고현 고베시         | 야마테학원                   | 하나야기 쇼타로가 명명                    | 쿠니짱, 시바짱       |      | 1968년   | 남편 2대 오노에 키쿠노죠                                                                            |
| 하나 쿠니코          | 10월 12월 | 효고현 고베시         | 야마테학원                   | 하나야기 쇼타로가 명명                    | 쿠니짱, 시바짱       |      | 1968년   | 남편 2대 오노에 키쿠노죠                                                                            |
| 浜由理子             | 3월 14월  | 도쿄도                | 바이카학원                   | 언니의 예명                               | 놋코                 |      | 1963년   | 언니 하마 유코 (40) 조카 가부키 배우 카가와 테루유키                                                |
| 하마 유리코          | 3월 14월  | 도쿄도                | 바이카학원                   | 언니의 예명                               | 놋코                 |      | 1963년   | 언니 하마 유코 (40) 조카 가부키 배우 카가와 테루유키                                                |
| 羽山紀代美           | 1월 11월  | 오사카부 오사카시     | 쇼와중학교                   | 본명을 지어준 분의 궁사가 명명            | 마코짱               | 여역 | 1973년   | 다카라즈카 가극단 안무가                                                                            |
| 하야마 키요미        | 1월 11월  | 오사카부 오사카시     | 쇼와중학교                   | 본명을 지어준 분의 궁사가 명명            | 마코짱               | 여역 | 1973년   | 다카라즈카 가극단 안무가                                                                            |
| 久松千之             | 9월 18월  | 교토부 교토시         | 교토여자학원                 | 아버지가 선택                             | 히코짱               |      | 1962년   | 언니 야마토 미즈호 (46)                                                                             |
| 히사마츠 치노        | 9월 18월  | 교토부 교토시         | 교토여자학원                 | 아버지가 선택                             | 히코짱               |      | 1962년   | 언니 야마토 미즈호 (46)                                                                             |
| 姫由美子             | 11월 27월 | 쿠마모토현            | 쇼케이고등학교               | 「姫」라는 글자를 좋아하고, 본명과 조합함 | 오카상, 논짱, 유미짱 |      | 1970년   | |
| 히메 유미코          | 11월 27월 | 쿠마모토현            | 쇼케이고등학교               | 「姫」라는 글자를 좋아하고, 본명과 조합함 | 오카상, 논짱, 유미짱 |      | 1970년   | |
| 藤真由美             | 12월 16월 | 효고현 아마가사키시   | 아마가사키고등학교           | 좋아하는 색 연보랏빛(藤色)                | 에미코상             |      | 1969년   | |
| 후지 마유미          | 12월 16월 | 효고현 아마가사키시   | 아마가사키고등학교           | 좋아하는 색 연보랏빛(藤色)                | 에미코상             |      | 1969년   | |
| 紅園ゆりか           | 2월 9월   | 효고현 아시야시       | 카이세이여자학원             |                                           | 유ー칭, 유ー짱       |      | 1967년   | |
| 베니조노 유리카      | 2월 9월   | 효고현 아시야시       | 카이세이여자학원             |                                           | 유ー칭, 유ー짱       |      | 1967년   | |
| 真樹さぎり           | 4월 15월  | 오사카부 오사카시     | 유우히가오카고등학교         | 존경하는 선생님이 명명                    | 쿳키ー               |      | 1964년   | |
| 마사키 사기리        | 4월 15월  | 오사카부 오사카시     | 유우히가오카고등학교         | 존경하는 선생님이 명명                    | 쿳키ー               |      | 1964년   | |
| 松川ひとみ           | 6월 28월  | 효고현 고베시         | 모토야마중학교               | 본명에서 존경하는 선생님이 명명           | 맛짱                 |      | 1963년   | |
| 마츠카와 히토미      | 6월 28월  | 효고현 고베시         | 모토야마중학교               | 본명에서 존경하는 선생님이 명명           | 맛짱                 |      | 1963년   | |
| 真理薫               | 12월 17월 | 교토부                | 카세이학원                   |                                           | 마리ー               |      | 1969년   | |
| 마리 카오루          | 12월 17월 | 교토부                | 카세이학원                   |                                           | 마리ー               |      | 1969년   | |
| 美樹ちさと           | 8월 21월  | 오사카부 오사카시     | 스미요시학원 고등부          | 본명                                      | 미야코, 베루         |      | 1966년   | |
| 미키 치사토          | 8월 21월  | 오사카부 오사카시     | 스미요시학원 고등부          | 본명                                      | 미야코, 베루         |      | 1966년   | |
| 南かほり             | 11월 25월 | 카나가와현            | 다이토학원                   | 아버지가 고안                             | 사코                 |      | 1963년   | |
| 미나미 카오리        | 11월 25월 | 카나가와현            | 다이토학원                   | 아버지가 고안                             | 사코                 |      | 1963년   | |
| 美波耀子             | 3월 21월  | 도쿄도                | 호세이대학여자고등학교       |                                           | 오코짱               |      | 1964년   | |
| 미나미 요코          | 3월 21월  | 도쿄도                | 호세이대학여자고등학교       |                                           | 오코짱               |      | 1964년   | |
| 源光                 | 1월 31월  | 교토부 교토시         | 이쿠분칸                     |                                           | 잇짱                 |      | 1965년   | 미나즈키 미츠루 (水那月みつる)로 개명. 언니 코토부키 마스미 (44)                                    |
| 미나모토 히카루      | 1월 31월  | 교토부 교토시         | 이쿠분칸                     |                                           | 잇짱                 |      | 1965년   | 미나즈키 미츠루 (水那月みつる)로 개명. 언니 코토부키 마스미 (44)                                    |
| 明星瑠美             | 8월 19월  | 효고현 고베시         | 우에노중학교                 | 스타의 상징으로서, 재수가 좋은 명성(明星) | 에츠짱               |      | 1964년   | |
| 묘죠 루미            | 8월 19월  | 효고현 고베시         | 우에노중학교                 | 스타의 상징으로서, 재수가 좋은 명성(明星) | 에츠짱               |      | 1964년   | |
| 森恵麻               | 9월 12월  | 오사카부 오사카시     | 세이보여학원                 |                                           | 카세이짱             |      | 1963년   | |
| 모리 에마            | 9월 12월  | 오사카부 오사카시     | 세이보여학원                 |                                           | 카세이짱             |      | 1963년   | |
| 椰子夏実             | 1월 30월  | 아오모리현            | 니시노미야고등학교           |                                           | 윳코                 |      | 1965년   | 언니 모모에 미야코 (45)                                                                             |
| 야시 나츠미          | 1월 30월  | 아오모리현            | 니시노미야고등학교           |                                           | 윳코                 |      | 1965년   | 언니 모모에 미야코 (45)                                                                             |
| 八城麻里             | 12월 7월  | 중국 톈진시           | 사쿠라즈카고등학교           |                                           | 페코, 코단짱         |      | 1964년   | |
| 야시로 마리          | 12월 7월  | 중국 톈진시           | 사쿠라즈카고등학교           |                                           | 페코, 코단짱         |      | 1964년   | |
| 八牧郁美             | 1월 2월   | 교토부 교토시         | 도시샤여자고등학교           | 출신지에서 따옴                           | 데코짱               |      | 1964년   | |
| 야마키 토미          | 1월 2월   | 교토부 교토시         | 도시샤여자고등학교           | 출신지에서 따옴                           | 데코짱               |      | 1964년   | |
| 夢路うらら           | 11월 30월 | 오사카부 후세시       | 쇼인학원                     | 존경하는 선생님이 명명                    | 노리짱               |      | 1963년   | |
| 유메지 우라라        | 11월 30월 | 오사카부 후세시       | 쇼인학원                     | 존경하는 선생님이 명명                    | 노리짱               |      | 1963년   | |
| 蘭るり子             | 10월 18월 | 도쿄도                | 여자미술대학부속고등학교     | 아버지가 명명                             | 유미짱               |      | 1963년   | |
| 란 루리코            | 10월 18월 | 도쿄도                | 여자미술대학부속고등학교     | 아버지가 명명                             | 유미짱               |      | 1963년   | |
| 麗たつみ             | 6월 15월  | 도쿄도                | 아토미학원 고등부            |                                           | 요ー코상, 아니키     |      | 1964년   | 아사구모 타츠미 (朝雲たつみ)로 개명                                                                 |
| 레이 타츠미          | 6월 15월  | 도쿄도                | 아토미학원 고등부            |                                           | 요ー코상, 아니키     |      | 1964년   | 아사구모 타츠미 (朝雲たつみ)로 개명                                                                 |
| 若みゆき             | 6월 28월  | 중국 상하이특별시     | 고베카이세이여자학원         | 카와키타 카시코가 명명                    | 콘짱, 미유키         | 여역 | 1967년   | 남편 정치가 하토야마 유키오                                                                         |
| 와카 미유키          | 6월 28월  | 중국 상하이특별시     | 고베카이세이여자학원         | 카와키타 카시코가 명명                    | 콘짱, 미유키         | 여역 | 1967년   | 남편 정치가 하토야마 유키오                                                                         |
| 若草このみ           | 3월 24월  | 도쿄도                | 준신학원                     | 호시 미사(45)의 어머니가 명명             | 얏짱, 타케짱         |      | 1962년   | |
| 와카쿠사 코노미      | 3월 24월  | 도쿄도                | 준신학원                     | 호시 미사(45)의 어머니가 명명             | 얏짱, 타케짱         |      | 1962년   | |
| 若原美千             | 9월 16월  | 오사카부 오사카시     | 소우아이학원 고등부          | 시라이 테츠조가 명명                      | 이치고짱             | 여역 | 1966년   | 어머니 미카게 소노코 (21)                                                                           |
| 와카하라 미치        | 9월 16월  | 오사카부 오사카시     | 소우아이학원 고등부          | 시라이 테츠조가 명명                      | 이치고짱             | 여역 | 1966년   | 어머니 미카게 소노코 (21)                                                                           |
| 和晃えりか           | 4월 3월   | 치바현                | 사쿠라기중학교               | 가족끼리 명명                             | 빅크스, 밋치ー       | 남역 | 1964년   | 딸 모모카 사리 (80)                                                                                 |
| 와코 에리카          | 4월 3월   | 치바현                | 사쿠라기중학교               | 가족끼리 명명                             | 빅크스, 밋치ー       | 남역 | 1964년   | 딸 모모카 사리 (80)                                                                                 |